# Emmerich Kálmán
Emmerich (o Imre) Kálmán (Siófok, Hongria, 24 d'octubre de 1882 - París, França, 30 d'octubre de 1953) va ser un compositor hongarès d'operetes.

## Biografia

### Formació i primeres composicions
Emmerich Kálmán va néixer a la ciutat de Siófok, (antiga Àustria-Hongria) a tocar del llac Balaton, en una família jueva.
Va debutar el 1897 com a concertista de piano. El 1900 va començar a estudiar Dret a la Universitat de Budapest, en paral·lel amb estudis de Composició (1900-1904) amb el professor Hans von Koessler a l'Acadèmia de Música de Budapest, on els seus companys d'estudi eren, entre d'altres, Béla Bartók i Zoltán Kodály.
Entre els anys 1902 i 1906, mentre exercia de professor tenint entre els seus alumnes el cantant Putnam_Griswold, Kálmán va escriure les seves primeres composicions i va obtenir diversos premis i debutà oficialment com a compositor el 1904 amb el poema simfònic Saturnalia.
Tot i que Kálmán va guanyar diverses beques d'estudi que li permeteren viatjar a Beirut, Múnic i Berlin, no va ser capaç de trobar cap editor que li publiqués les obres. Així, el seu objectiu d'esdevenir un compositor simfònic es frustrava contínuament.

### Primeres operetes
No obstant la popularitat de les seves cançons de cabaret humorístic, que componia amb un pseudònim, el portaren a la composició d'operetes. El seu primer gran èxit va ser Ein Herbstmanöver (Una maniobra de tardor), estrenada el 22 de febrer de 1908 al teatre Lustspiel de Budapest. Posteriorment es traslladà a Viena, on va aconseguir la fama mundial a través de les operetes Der Zigeunerprimas, Die Csárdásfürstin (La Princesa gitana), Mariza Gräfin (La comtessa Maritza) i Zirkusprinzessin (La princesa del circ). Les seves obres utilitzaven un llenguatge melòdic propi de la música folk hongaresa, inclosos elements gitanos.
Entre 1904 i 1908 va ser crític musical del Budapester Tageszeitung, un diari de la ciutat de Budapest.
El 1928 va conèixer la ballarina Vera Makinska, amb qui es va casar i va tenir els seus tres fills: Charles Kálmán (1929), Elisabeth Kálmán (1931) i Yvonne Kálmán (1937).
El 1936 s'estrenà la seva opereta Josephine császárnõ (Emperadriu Josephine), que no va tenir lloc a Viena, sinó a Zúric, a causa de la creixent tensió política a Àustria amb l'ocupació nazi al país.

### Exili
Malgrat el seu origen jueu, era un dels compositors favorits d'Adolf Hitler. El dictador va oferir a Kálmán ser "ari honorari", proposta que el compositor va rebutjar. Això comportà que el 1938, Kálmán i la seva família fugissin a París i després, el 1940, a Nova York. Després de la seva emigració, es van prohibir les representacions de les seves obres a l'Alemanya nazi.
A Nova York va seguir la seva carrera, aquest cop com a director de les seves pròpies obres. El 1945 va tornar a Europa, establint-se a París, on va rebre la Creu de la Legió d'Honor del govern francès.
Va morir a París el 30 d'octubre de 1953 i va ser enterrat a Viena el 5 de novembre del mateix any.

## Principals obres[7]
- Ein Herbstmanöver (Una maniobra de tardor, 1908)
- Der Zigeunerprimas (Primat dels gitanos, 1912)
- Zsuzsi kisasszony (1915)
- Die Csárdásfürstin (La princesa gitana, 1915)
- Gräfin Mariza (Comtessa Maritza, 1924)
- Die Zirkusprinzessin (La princesa del circ, 1926)
- Josephine császárnõ (Emperadriu Josephine, 1936)